# Ohlum
Ohlum ist ein Ortsteil der Gemeinde Hohenhameln im Landkreis Peine in Niedersachsen. Der Ort hat 247 Einwohner auf einer Fläche von 3,27 km² (Stand 31. Dezember 2023).

## Geographie
Ohlum liegt etwa 35 km südöstlich von Hannover, 15 km nordöstlich von Hildesheim und 15 km westlich von Peine.

### Nachbarorte
|        | Rötzum                                      | Mehrum       |
| Harber | Kompassrose, die auf Nachbargemeinden zeigt | Stedum-Bekum |
|        | Hohenhameln                                 |              |

## Geschichte
Ohlum ist die älteste Ortschaft in der Gemeinde Hohenhameln. Erstmals wurde es als „Alem“ im Jahr 1022 urkundlich erwähnt. In der Urkunde wurde festgehalten, dass Kaiser Heinrich II. im Jahr 1022 das Kloster St. Mauritius in seinen Schutz nahm. Bei der Aufzählung der Besitztümer des Klosters wurde u. a. auch Ohlum erwähnt. An die Ersterwähnung erinnert ein Gedenkstein, der 1988 an einem zentralen Platz im Ort aufgestellt wurde. Es ist ein Findling mit der eingravierten Jahreszahl 1022.

## Politik
Ohlum wurde am 1. März 1974 in die Gemeinde Hohenhameln eingegliedert. Gemäß der Satzung der Gemeinde Hohenhameln hat Ohlum keinen Ortsbürgermeister und keinen Ortsrat, sondern einen Ortsvorsteher. Aktuell ist Gerhard Schauer (CDU) in dieser Funktion.

### Wappen

#### Wappen von 1951 bis 1966
Im Jahr 1951 wurde auf Initiative von Rudolf Dehnke, Beauftragter für Heimatkunde des Landkreises Peine, ein Wappen entworfen und vom Gemeinderat anerkannt. Es zeigt zwei Pappeln mit ineinander verwachsenen Wurzeln (rot auf gelbem Grund), die als Wahrzeichen an den Brücken der Feldwege standen.

#### Wappen seit 1966
Nachdem die Pappeln des Wappens aus Altersgründen eingegangen waren, wurde ein neues Wappen in Auftrag gegeben und von Arthur Rühmann, einem Bewohner des Ortes, am 26. Februar 1966 gestiftet.
Es zeigt einen Untergrund von rot und gold, als Verweis auf die Farben des Hochstifts und der Stadt Hildesheim. Im Schildhaupt des Wappens sind drei rote Eisenhüte, die Mitte zeigt einen Krummstab als Verweis auf die weltlichen und geistlichen Landesherren aus Hildesheim, die Sensenblätter flankieren das Wappen als Verweis auf einen landwirtschaftlich geprägten Ort.

## Vereinsleben
Trotz der geringen Größe des Ortsteils besteht ein reges Vereinsleben, dass insbesondere durch den Schützenverein Ohlum, die Junggesellschaft Ohlum und die Ortswehr Ohlum der Freiwilligen Feuerwehr Hohenhameln repräsentiert wird.